# مارومبا ایرلاینز
مارومبا ایرلاینز (به انگلیسی: Maroomba Airlines) یک شرکت هواپیمایی با کد یاتا KN است که در تاریخ ۱۹۸۵ میلادی تأسیس شده‌است. دفتر مرکزی مارومبا ایرلاینز در فرودگاه پرث واقع شده‌است.